# آخرین فرصت
آخرین فرصت نام یک مجموعهٔ تلویزیونی ایرانی به کارگردانی «بهرام ری‌پور» است که در سال ۱۳۷۴ تولید و از سیمای جمهوری اسلامی ایران پخش گردید.

## خلاصه داستان
یک مأمور انتظامی ضمن یکی از مأموریت‌های خود درمی‌یابد مبتلا به یک بیماری است. از طرفی همسر او که در آرزوی داشتن فرزند است، از او خواسته تا کودکی را به فرزندی بپذیرند. زمانی که مرد به پزشک مراجعه می‌کند، درمی‌یابد مدت اندکی از عمرش باقی است و او با توجه فرصت کوتاهی که دارد، تلاش می‌کند تحولی در زندگی‌اش ایجاد کند.

## بازیگران و عوامل تولید

### بازیگران
- جمشید هاشم‌پور
- میرمحمد تجدد
- مهرانه مهین ترابی
- چنگیز طالقانی‌فرد
- امین حسابی

### عوامل تولید
- کارگردان: بهرام ری‌پور
- فیلمنامه: حسن هدایت، جمال امید
- بازنویسی فیلمنامه: فؤاد نور، فرشید گوران
- تصویربردار: فرج‌الله حیدری
- صدابردار: اسحاق خانزادی[۲]
- سال تولید: ۱۳۷۴